# 朝陽丸勝人
朝陽丸 勝人（あさひまる まさと、1979年8月21日 - ）は、大阪府枚方市出身で高砂部屋所属の元大相撲力士。本名は、三好 正人（みよし まさと）、身長178cm、体重196kg、血液型A型。得意技は左四つ、寄り。最高位は西幕下2枚目（2003年1月場所）。

## 来歴
交野市立長宝寺小学校3年生から相撲を始めて古市道場で少年時代を過ごし、わんぱく相撲全国大会で3年連続わんぱく横綱となった。交野市立第四中学校3年時には全国都道府県中学生相撲選手権大会個人戦で優勝。長尾谷高等学校3年生時には高校横綱、近畿大学時代は突き押し相撲でアマ9冠に輝くとともに4年生の時にはアマチュア横綱を獲得した。
2002年（平成14年）3月場所、幕下15枚目格付け出しで初土俵を踏んだ。順調に番付を上げて行き、2003年（平成15年）1月場所には西幕下2枚目で早くも十両を窺う地位につけたが、2勝2敗で迎えた5番相撲で大怪我をしてしまった。ひざが反対に折れ曲がり靭帯を3本切断して、3カ月の入院で5場所連続全休となった。2004年（平成16年）1月場所で復帰したときには番付を序二段まで下げたが、1年ぶりの出場を全勝優勝で飾った。しかし今度は左目の網膜剥離を患い再度入院して2回の手術を行い、5月場所は序二段に陥落したが再度の序二段優勝を果した。
2008年1月場所は西幕下4枚目まで番付を戻したが、今度は右目にも網膜剥離を発症し全休した。このまま相撲を続けると失明の危険もあることから、同年3月場所5日目を最後に引退。2011年現在は大学・部屋の先輩の朝乃翔と同じ会社に勤めている。
網膜剥離の後遺症により頭からぶちかます得意の相撲を取ることができず、幕下上位から中位を長く行き来したものの、今一歩のところで関取に手が届かなかった。アマチュア横綱を獲って角界入りした力士で関取になれなかったのは初めてのケースだった。

## その他
- 2003年1月場所5日目に千代天山、8日目に北桜と十両の土俵に上がった。（千代天山に勝利したが、北桜戦で大怪我をした）
- 小学校4年生から6年生まで3年間全てにおいてわんぱく相撲全国大会で優勝した選手は當眞嗣斗、山本正克、野上怜と太田剛希、朝陽丸自身を合わせて5人だけであり、全員が大相撲に進んでいるが、5人とも十両昇進は果たせていない（山本正克は2023年9月場所現在も現役）[1]。

## 改名歴
- 朝三好 正人（あさみよし まさと）2002年3月場所-2004年3月場所
- 朝陽丸 勝人（あさひまる -）2004年5月場所-2008年3月場所

## 主な成績
- 通算成績：122勝83敗54休
- 通算在位：37場所
- 序二段優勝：2回（2004年1月場所、2004年5月場所）

| | 一月場所 初場所（東京） | 三月場所 春場所（大阪）   | 五月場所 夏場所（東京） | 七月場所 名古屋場所（愛知） | 九月場所 秋場所（東京）   | 十一月場所 九州場所（福岡） |
| --- | ----------------------- | ------------------------- | ----------------------- | --------------------------- | ------------------------- | --------------------------- |
| 2002年 （平成14年） | x                       | 幕下付出15枚目 5–2        | 東幕下7枚目 2–5         | 西幕下18枚目 6–1            | 西幕下6枚目 4–3           | 東幕下5枚目 4–3             |
| 2003年 （平成15年） | 西幕下2枚目 2–3–2       | 東幕下16枚目 休場 0–0–7   | 東幕下16枚目 休場 0–0–7 | 西幕下56枚目 休場 0–0–7     | 西三段目36枚目 休場 0–0–7 | 東三段目98枚目 休場 0–0–7   |
| 2004年 （平成16年） | 西序二段59枚目 優勝 7–0 | 西三段目59枚目 休場 0–1–6 | 西序二段19枚目 優勝 7–0 | 西三段目26枚目 6–1          | 西幕下46枚目 5–2          | 西幕下34枚目 6–1            |
| 2005年 （平成17年） | 西幕下13枚目 5–2        | 西幕下6枚目 4–3           | 西幕下4枚目 3–4         | 東幕下7枚目 3–4             | 東幕下11枚目 2–5          | 東幕下25枚目 3–4            |
| 2006年 （平成18年） | 東幕下34枚目 5–2        | 西幕下23枚目 4–3          | 西幕下17枚目 6–1        | 東幕下5枚目 4–3             | 西幕下3枚目 2–5           | 西幕下12枚目 5–2            |
| 2007年 （平成19年） | 西幕下6枚目 2–5         | 東幕下22枚目 4–3          | 西幕下17枚目 2–5        | 東幕下31枚目 6–1            | 東幕下12枚目 4–3          | 西幕下7枚目 4–3             |
| 2008年 （平成20年） | 西幕下4枚目 休場 0–0–7  | 西幕下44枚目 引退 0–3–4   | x                       | x                           | x                         | x                           |
| 各欄の数字は、「勝ち-負け-休場」を示す。 優勝 引退 休場 十両 幕下 三賞：敢=敢闘賞、殊=殊勲賞、技=技能賞 その他：★=金星 番付階級：幕内 - 十両 - 幕下 - 三段目 - 序二段 - 序ノ口 幕内序列：横綱 - 大関 - 関脇 - 小結 - 前頭（「#数字」は各位内の序列） |                         |                           |                         |                             |                           |                             |